# Lophoides
Lophoides là một chi bướm ngày thuộc họ Bướm nâu.